# صباح نوري المرزوك
صباح نوري المرزوك (28 يونيو 1951 - 17 يناير 2014) هو كاتب ومفهرس عراقي، ولد في مدينة الحلة، بمحافظة بابل، حاصل على شهادة البكالوريوس من قسم اللغة العربية بجامعة بغداد عام 1972، وحاصل على الماجستير والدكتوراه في الأدب المقارن من جامعة أنقرة عام 1989م، عيّن مدرساً في بابل وبغداد والتأميم، ثم انتقل إلى جامعة بابل وعمل في كلية التربية تدريسياً ورئيس قسم.

## مؤلفاته
- أعلام الصحافة النجفية.
- الادب الاموي.
- بدر شاكر السياب في المراجع العربية والمعربة
- خليل مطران في المصادر العربية و المعربة.
- دليل المترجمين في العراق من بدايات القرن العشرين حتى 2008.
- منهج البحث و تحقيق النصوص و نشرها
- نجف في الشعر العربي
- ابن زيدون في المصادر القديمة والمراجع الحديثة
- النهضة الفكرية في الحلة: ارشيف الحياه الثقافية في الحلة منذ تأسيسها حتى اتخاذها عاصمة للثقافة العراقية
- معجم المؤلفين السريان.
- معجم المؤلفين والكتاب العراقيين 1970- 2000.[4]

## وفاته
توفي في 17 يناير 2014 في مستشفى الحلة الجراحي أثر حادث سير تعرض له على طريق الحلة - بغداد في 15 يناير. ونقل جثمانه إلى مقبرة وادي السلام في النجف.